# The Sims 3: Island Paradise
The Sims 3: Island Paradise — десяте доповнення для відеогри жанру стратегічного симулятору життя The Sims 3. Вперше вийшло в США 25 червня 2013. Доповнення фокусується на курортному житті та відпочинку на острові. У якості нового району Island Paradise додає курортне містечко Ісла Парадізо. Схожими доповненнями є The Sims: Vacation, The Sims 2: Bon Voyage та The Sims 3: World Adventures.

## Ігровий процес
Island Paradise — доповнення, яке фокусується на відпустках та пригодах, що тематично нагадує перше доповнення The Sims 3: World Adventures.
Одне із нововведень доповнення полягає у можливості сіма мати власний плаваючий будинок. Такі будинки можуть бути поставлені в док на будь-якій незайнятій точці, або поставлені на якір будь-де в океані. Гравці можуть пересувати плаваючий будинок будь-куди по воді та контролювати доступ інших сімів до нього. Функції на лоті, який знаходиться на воді зберігаються такими ж як і ті, що є на суші; сервісні послуги (пошта, доставка газети тощо) будуть доставлені на лот за допомогою катерів та джетскі.
Доповнення додає навичку скуба дайвінгу, котра дозволяє сіму пірнати під воду у певних точках на мапі. Під час занурення сім може ловити рибу, досліджувати підводні печери, знаходити затоплені скарби; під час дайвінгу сіму доступні лише дуже обмежені соціальні взаємодії. Час від часу при пірнанні будуть з'являтися акули, які можуть напасти або навіть вбити сіма. Сім може втопитися, якщо пробуде під водою задовго і використає весь запас повітря в балонах; проте у життєвих нагородах доступна можливість зробити так, аби сім дихав під водою нескінченно. Як тільки сім повернеться на поверхню води, йому доведеться витратити певний час на декомпресію, аби зануритися ще раз.
Island Paradise вводить нову кар'єру рятувальника (якщо у гравця стоїть доповнення Ambitions, сім може зареєструватися як самонайманий дайвер). Під час робочих годин рятувальників відправляють у випадкові точки, на яких сіму потрібно оглядати океан та рятувати сімів, які починають тонути, проводячи СЛР, після того як витягнуть потопаючого на берег.
Відтепер сіми можуть володіти та керувати курортами, які, базуючись на чистому прибутку, будуть приносити щоденний дохід. Підвищення рівня доходів пов'язане із рівнем місткості гостей та сервісами, які їм можна надати (фітнес, басейни, буфет тощо). Наявність цих послуг підвищує рейтинг та дозволяє готелю підвищувати ціни. У можливості гравця також входять керування персоналом, включаючи найм та вибір їх уніформи.
Русалки — нові надприродні істоти, які були введені в Island Paradise. Сіми можуть зустрітися з ними під час пірнання та пізніше призвати їх на суші. Сіми-русалки можуть дихати під водою, а всі русалки у юному віці мають максимальну навичку дайвінгу. Проте якщо русалка проведе забагато часу на суші, то перетвориться на звичайного сіма.

### Ісла Парадізо
Ісла Парадізо (англ. Isla Paradiso) — новий район в грі, який став доступний із цим доповненням. Район ймовірно був створений під натхненням від Карибів. «Isla» — іспанське слово, яке означає «острів», «Paradiso» — італійське слово, що означає «рай». Новий район є доволі великим; в ньому присутні населені та утаємничені острівки, які гравець може відкрити внаслідок власного дослідження. У бібліотеці лотів в режимі району доступні готові курортні лоти, які можна змінювати і якими можна керувати.

### Можливості
Island Paradise містить численні нововведення, включаючи човни, дайвінг та готелі. З'явилося більше контролю за середовищем, наприклад контроль за цінами та динамікою вибору.
- Підводне плавання: при дайвінгу сіми можуть знаходити під водою різні скарби та нові локації.
- Курорти: курорти можна будувати самому, а також редагувати та керувати ними. Курорти можна побудувати на будь-якому острові та навіть на воді за допомогою нових фундаментів та креслень[3].
- Плаваючі будинки: тепер сіми можуть жити не лише на землі, але й на морі. Плаваючі будинки надають багато різних можливостей, включаючи подорожі у власному будинку.
- Нава кар'єра — рятувальник: сімам доступна нова кар'єра рятувальника, з якою відтепер вони зможуть рятувати життя плаваючих сімів та підтримувати захищеність на водах.
- Нові надприродні істоти — русалки та русали: сіми можуть стати новими надприродними істотами: русалками. Їх не можна створювати у режимі створення сімів, але сім може перетворитися на них, якщо подружиться з русалкою і та дасть йому з'їсти ламінарію; або якщо купити життєву нагороду Ламінарія русалки за 25,000 життєвих балів.
- Катери/Водяні санки/Човни: з цими видами транспорту водяного пересування сіми можуть діставатися островів набагато швидше.
- Фундаменти та креслення: нові фундаменти дають можливість будувати будинок на воді, а концепція креслень дає можливість будувати курорти/будинки/лоти у лічені секунди.

## Видання
У презамовленій версії від Origin були доступні унікальні об'єкти. Пакет виживання на острові розширює навички виживання на острові разом із декораціями, меблями та одягом тематики острівного виживання.

### Спеціальна роздача від Origin
Завантажувальний менеджер EA, Origin, запустив Громадський виклик Island Paradise, в результаті якого якщо до 21 червня 2013 буде продано більше 4,000 копій The Sims 3: Island Paradise — користувачі отримають безкоштовну копію The Sims 3 Barnacle Bay. Змагання проходило із 6 червня до 21 червня 2013 і мало успіх у досягненні назначеної цілі.

## Рецензії
| Агрегатор  | Оцінка |
| ---------- | ------ |
| Metacritic | 73/100 |

| Видання        | Оцінка |
| -------------- | ------ |
| GameRevolution | [ 7 ]  |
| GamesRadar+    | [ 8 ]  |
| GameZone       | 8.5    |

The Game Scouts вказали про доповнення: «Island Paradise вийшло ідеально на початку літа. Пакет прекрасно інтегрується із такими доповненнями як Seasons. І хоча спершу може здатися, що воно спрямоване на цільову аудиторію, все ж доповнення є всеохоплюючим та має що надати кожному гравцю.»
Джанкарло Салдана із GamesRadar лишився позитивно враженим від гри та хвалив загальний досвід від доповнення, хоча сказав, що взаємодії із підводним світом — саме розчарування, оскільки існують лише декілька фіксованих точок для дайвінгу: «Хоча підводних секцій сильно бракує, решта Island Paradise є гарним прикладом того, що The Sims 3 все ще може надати своїм фанам.» Також критик похвалив нововведення гри: «можливості — яскраві та безумовно одні із найкращих у серії.»

## Розробка доповнення
Доповнення The Sims 3: Island Paradise було анонсоване під час живої трансляції 8 січня 2013, в якій оголошувалися всі доповнення та розширюючі пакети, котрі будуть випущені EA в 2013. На той час були представлені лише скріншоти The Sims 3: Island Paradise. Проте після цього були проведені інші трансляції, під час яких були показані певні можливості: 14 лютого були показані плавучі будинки, 16 квітня — нова система курортів, 18 червня — можливість пірнати під воду та прихований острів.
Перший офіційний трейлер Island Paradise був випущений 17 червня 2013, за день до останньої живої трансляції.

### Музика
1. Sam And The Womp — «Bom Bom»
2. Ling Hsuan Sophie Lu — «Rising From The Sea»
3. Ling Hsuan Sophie Lu — «Mysterious Island»
4. David Arkenstone — «Beach Party»
5. Capital Cities — «Safe And Sound»
6. David Arkenstone — «Sand Dance»
7. Katy Tiz — «Famous»
8. Lars Luis Linek — «Steelchase»
9. Lars Luis Linek — «Pan Jam»
10. Lars Luis Linek — «Sunsplash»
11. Rocky Dawuni — «Reggae Carnival Style»
12. Shout Out Louds — «Chasing The Sinking Sun»
13. The Cayman — «Uppsie Bray»
14. Ozomatli — «Join The Party»
15. Walk Off The Earth — «Gang Of Rhythm»